# Sarchí (canton)
Pour les articles homonymes, voir Sarchi.
Sarchí est le nom d'un canton dans la province d'Alajuela au Costa Rica. Le chef-lieu du canton est la ville de Sarchí. Il a été nommé ainsi en l'honneur du Dr Carlos Luis Sarchí, chirurgien et fondateur de la Unión Médica Nacional (Union médicale nationale).

## Composition
Le canton de Sarchí est composé de cinq districts :
| Code Inec | District      | Population (2000) | Densité (hab./km2) | Superficie (km2) |
| --------- | ------------- | ----------------- | ------------------ | ---------------- |
| 21201     | Sarchí Norte  | 6 470             |                    |                  |
| 21202     | Sarchí Sur    | 4 337             |                    |                  |
| 21203     | Toro Amarillo | 295               |                    |                  |
| 21204     | San Pedro     | 3 296             |                    |                  |
| 21205     | Rodríguez     | 1 841             |                    |                  |
|           | Sarchí        | 16 239            | 135                | 120,25           |